# René Gonzalez
René Gonzalez (* 25. Oktober 1943 in Paris; † 18. April 2012 in Morges, Schweiz) war ein französischer Schauspieler, Regisseur und Theaterintendant.

## Leben
Gonzalez arbeitete zunächst als Schauspieler und gehörte zum festen Ensemble des Théâtre Gérard Philipe (TGP) in Saint-Denis. Von 1976 bis 1985 leitete er das TGP. 1985 bis 1988 war Gonzalez Intendant des MC93 in Bobigny und 1989 bereitete er die Eröffnung der Opéra Bastille vor.
Matthias Langhoff holte ihn 1990 nach Lausanne, 1991 übernahm er von ihm die Leitung des Théâtre Vidy-Lausanne.
In den zwanzig Jahren unter seiner Leitung wurde in Lausanne das Theaterprogramm um neue Spielformen und spartenübergreifende Projekte erweitert. Gonzalo-du-Lac, wie er freundschaftlich genannt wurde, errichtete auch eine Spielstätte in einem Theaterzelt, le Chapiteau. Unter seiner Leitung partizipierte das Theater an internationalen Koproduktionen.